# Timothé Mumenthaler
Timothé Mumenthaler, född 12 december 2002, är en schweizisk friidrottare som tävlar i kortdistanslöpning.

## Karriär
Vid europamästerskapen i friidrott 2024 tog han guld på på 200 meter.